# Betula medwediewii
Betula medwediewii — вид квіткових рослин з родини березових (Betulaceae). Вид зростає в південно-західній Грузії та північно-східній Туреччині.

## Біоморфологічна характеристика
Це широкий, розлогий кущ чи невелике дерево (до 5 метрів). Цей вид має глибоке коріння та стійкий до посухи, але не любить тіні, росте досить повільно, віддає перевагу ґрунту на основі вапняку.

## Поширення й екологія
Цей вид росте на горі Тбеті в Аджарії на південному заході Грузії та в провінціях Різе та Артвін (формально вілаєт Чорух) на північному сході Туреччини. Його присутність невідома в Азербайджані, Вірменії та Ірані. Росте на висотах від 600 до 2400 метрів. Зустрічається в субальпійських змішаних лісах.

## Загрози й охорона
Цьому виду загрожує місцеве випасання як дикими, так і домашніми тваринами. Випас має чіткі наслідки для невеликих субпопуляцій цього виду в Грузії, країні з поганою економікою та слабким контролем над лісовою та сільськогосподарською діяльністю. У Грузії рослини також знаходяться під загрозою через лісогосподарські роботи та лісові пожежі. Вид перебуває у Червоних списках Грузії й Туреччини.

## Галерея

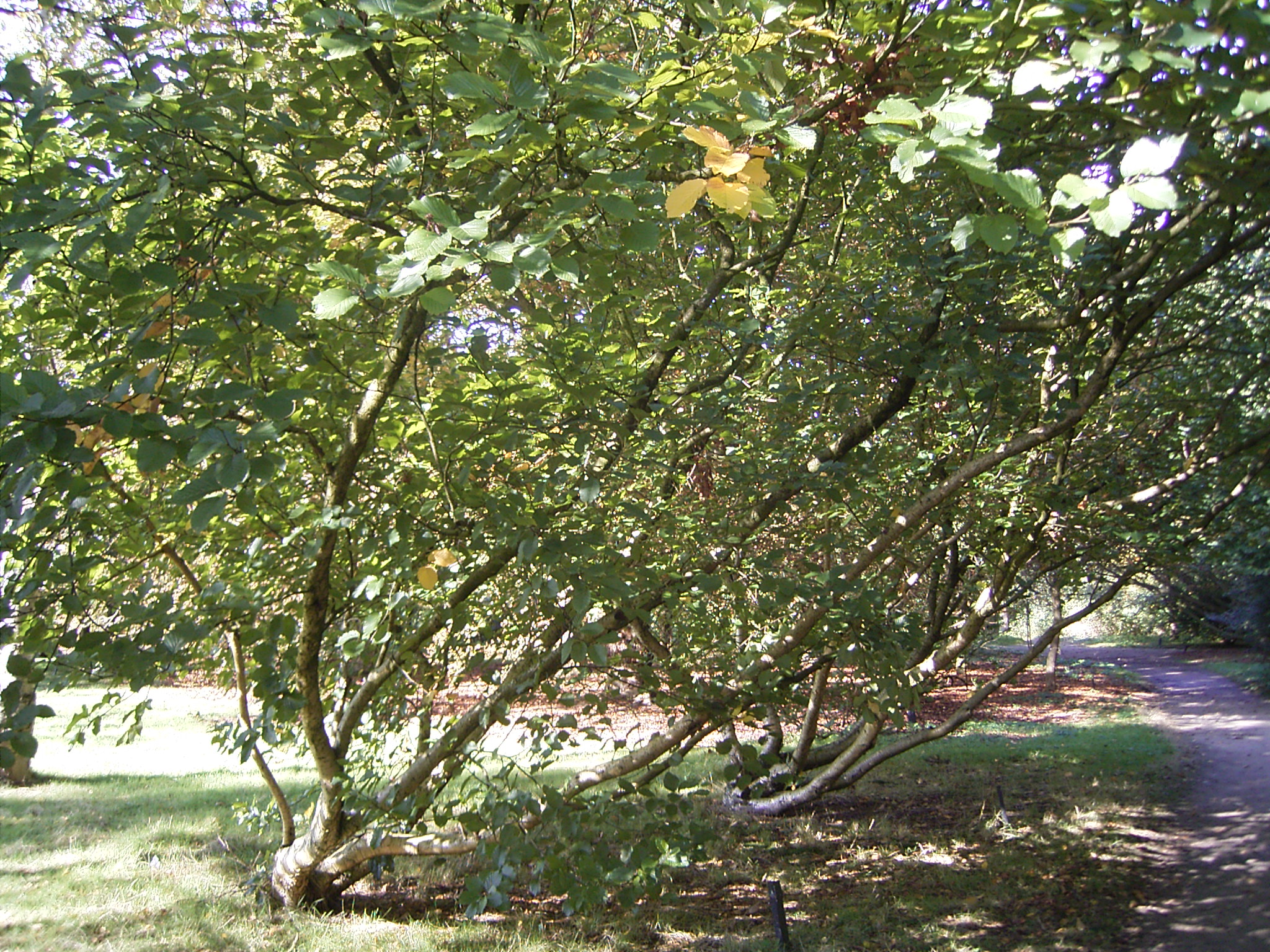
дерево
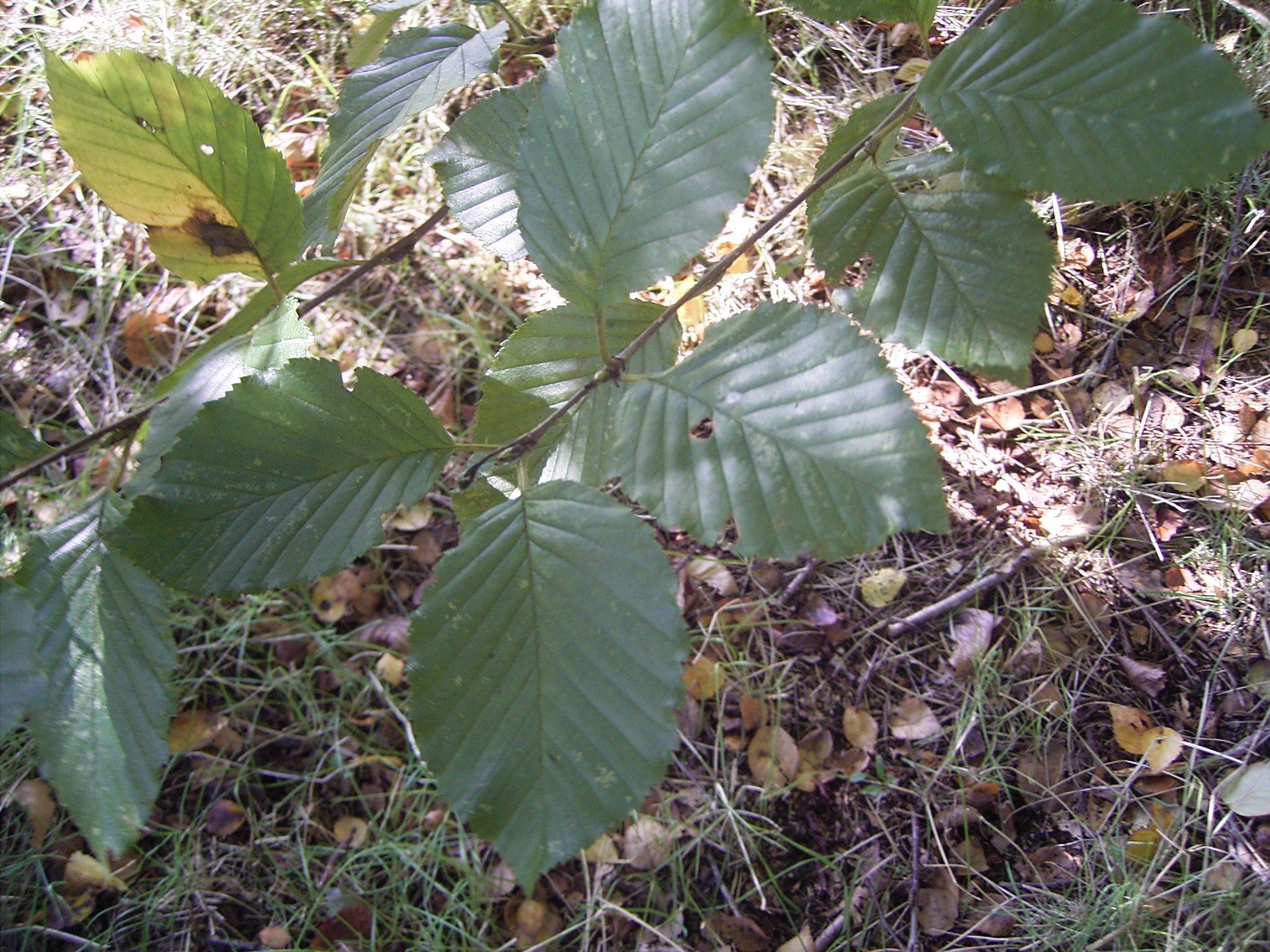
листки
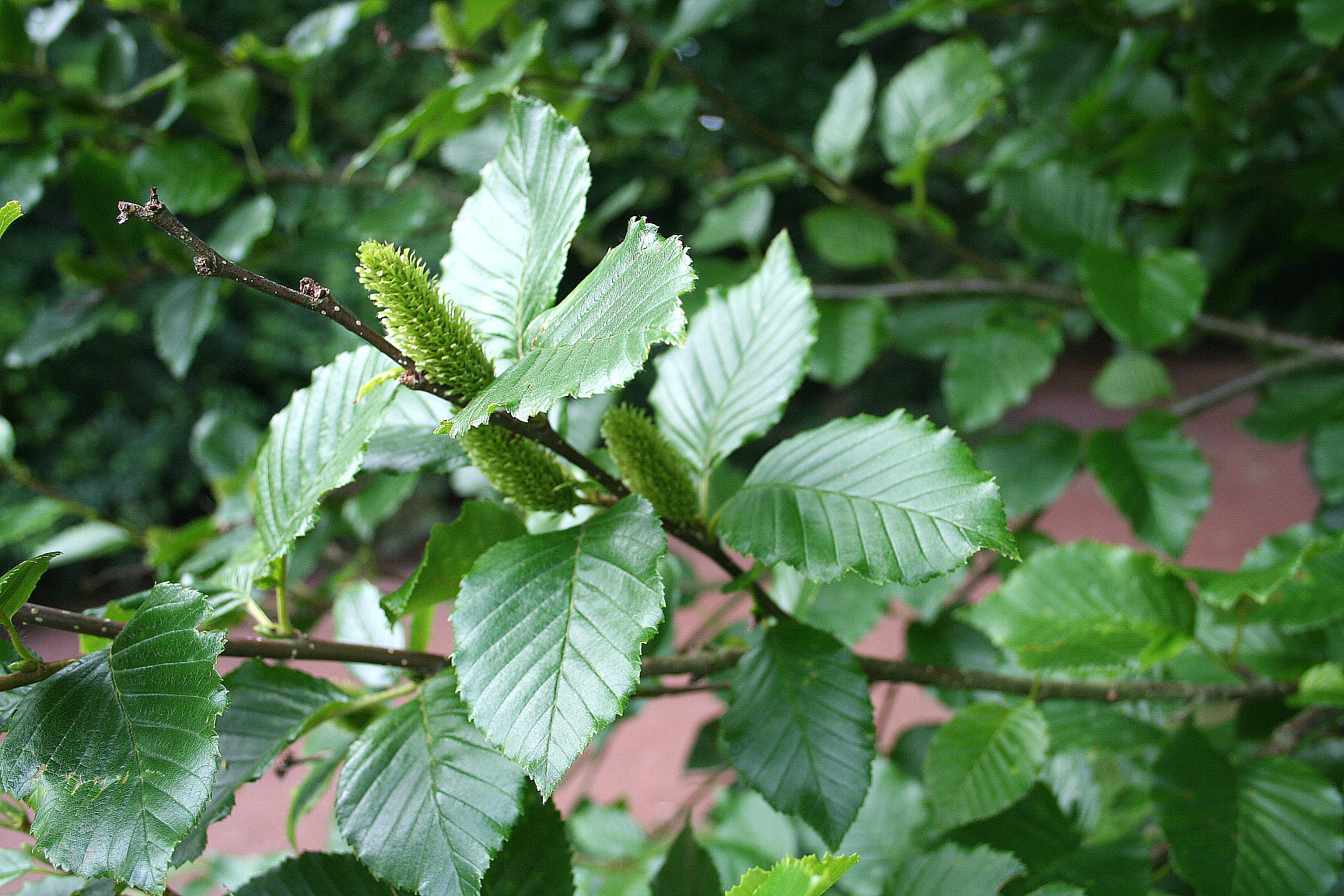
сережки